# Presidio de la isla María Magdalena
El Presidio para chinos de la isla María Magdalena, fue creado por el gobierno mexicano en la isla María Magdalena, Archipiélago de las Islas Marías, Nayarit en 1918. Dicho presidio albergó a siete mil chinos. 

## De presidio a campo de concentración
Inicialmente se usó la zona como un poblado para los miembros de la logia china Chee Kung Tong. Sin embargo, al aumentar la población en los ghettos, se transformó en campo de concentración y en el otoño de 1918, recibió a cuatro mil chinos. Los hombres eran llevados a trabajos forzados, mientras que las mujeres y niños eran repartidos en las dos huertas cafetaleras que había en toda la isla. Con el tiempo, la población confinada fue muriendo de hambre y desesperación. En 1934, al terminar la Campaña Antichina, habían sobrevivido tres mil chinos de los siete mil que llegaron durante 1918, 1920 y 1925. 

## Deportación
La población china era seleccionada en los guetos. Los aptos para trabajar eran enviados en barcos militares a la isla. Sin embargo, las malas condiciones provocaban la muerte de decenas en el trayecto.